# Ti lô nằm
Ti lô nằm (danh pháp khoa học: Stylosanthes humilis) là một loài thực vật có hoa trong họ Đậu. Loài này được Kunth miêu tả khoa học đầu tiên.